# Nordthüringgau
Der Nordthüringgau war im Mittelalter eine sächsische Gaugrafschaft in Ostfalen nördlich der Linie Großer Graben–Bode, westlich der Elbe-Saale-Linie und südlich der Ohre- und der Spetzeniederung. Er erstreckte sich beidseits des Flusses Aller.

## Geschichte
Zur Zeit des Markgrafen Gero, der seit 945 die sogenannte Sächsische Ostmark bzw. Marca Geronis regierte, war sein Verwandter Hodo Gaugraf im Nordthüringgau. Christian, der Sohn von Geros Schwester Hidda und Bruder des Erzbischofs Gero von Köln, wird 937 ebenfalls als einer von mehreren Grafen im Nordthüringgau sowie im benachbarten Schwabengau erwähnt. Zu ihnen gehörten auch die Herren der Grafschaft Walbeck, die von 985 bis 1009 den Titel Markgrafen der Nordmark trugen (welche aber 983 nach dem Slawenaufstand faktisch dem Reich verloren war). Seit der Errichtung der Marca Geronis amtierte Christian auch im Gau Serimunt. Sein Sohn Thietmar erbte von seinem Großonkel Gero große Teile von dessen Ostmark, insbesondere den Hardagau (um Halberstadt), den Schwaben- und Nordthüringgau und den Hassegau. Er heiratete Suanhilde, eine Tochter Hermann Billungs aus der Familie der Billunger, und wurde 976 Markgraf von Meißen. Die Sächsische Ostmark wurde jedoch nach dem Tod Geros „des Großen“ 965 aufgelöst und in fünf kleinere Verwaltungseinheiten (Marken) geteilt. Letzter Graf im Nordthüringgau war Thietmars Enkel Thietmar II. Nach dessen Tod kam der Nordthüringgau, zusammen mit dem Schwaben- und dem Harzgau, an Hodos Enkel, Esico von Ballenstedt, den Stammvater der Askanier.
Der Nordthüringgau wurde dann Bestandteil des askanischen Stammlandes, der Altmark. In seiner Geschichte zerfiel er zeitweise in zwei, drei und sogar vier Teile. Diese wurden verschiedenen Grafen zugeschlagen, so der Raum Wolmirstedt den Grafen von Falkenstein. Später ging der Nordthüringgau in der Mark Brandenburg auf, die bis 1320 von den Askaniern regiert wurde (siehe: Die Mark Brandenburg unter den Askaniern).

## Nachbargaue
Östlich des Nordthüringgaues begann die slawische Besiedlung mit den Gauen Moraciani und Zerwisti im Norden an der Elbe und dem Gau Zitizi (zum Gau Serimunt) im Süden an der Saale.
Im Westen schloss sich der Derlingau, im Süden der Schwabengau (ab der Saale) und der Harzgau an.
Nach Norden erstreckte sich ein in frühgeschichtlicher Zeit unbesiedeltes Waldgebiet.
Das Kerngebiet stellte die vor- und frühgeschichtliche Offensiedellandschaft zwischen Nienburg und Althaldensleben dar.

## Siedlungen
Im Nordthüringgau lagen nach dem Atlas des Saale- und mittleren Elbegebietes folgende Siedlungen:
An der Saale-Grenze (zwischen Sachsen und Slawen) lagen folgende Orte (beginnend im Süden):
- Nienburg (Saale) – (Bodemündung) – Burgward
- Calbe (Saale) – Burgward
- Barby (Saalemündung) – Burgward
- Zeitz (bei Barby) – Burgward

An der Bode-Grenze (zwischen Sachsen und Sueben) lagen (beginnend an der Bodemündung):
- Nienburg (Saale) – Burgward
- Rothenförde (Bode)
- Winkeldorf (Bode) (Wüstung südlich von Unseburg)
- Unseburg (Bode) – Burgward
- Wolmirsleben (Bode)
- Etgersleben (Bode)
- Klein-Oschersleben (Bode)
- Persekendorf

An der Grenze zum Harzgau lag nördlich des Großen Grabens der Ort:
- Hamersleben

An der Elbe-Grenze (zwischen Sachsen und Slawen) lagen (beginnend an der Saalemündung):
- Barby (Saalemündung) – Burgward
- Zeitz (bei Barby) – Burgward
- Frohse (heute zu Schönebeck) – Burgward
- Salbke
- Fermersleben
- Buckau
- Rottersdorf (Wüstung südlich von Magdeburg)
- Magdeburg – Burgward
- Frose (nördlich der Magdeburger Altstadt)
- Insleben (nördlich der Magdeburger Altstadt)

An der Ohre-Grenze hin zu einem frühgeschichtlich unbesiedeltem großen Waldgebiet zwischen der Ohre und dem Gau Belcsem im Osten an der Elbe und der Mark Lipani nördlich von Kalbe (Milde) lagen (an der Ohremündung beginnend):
- Zielitz
- Wuzoboro (Wüstung südlich von Zielitz)
- Wolmirstedt
- Mose
- Palnitz (Wüstung am nördlichen Ende dieser Siedlungsinsel zwischen den heutigen Orten Angern und Zibbernik)
- Vahlsdorf
- Althaldensleben (bei Haldensleben)

Im Nordwesten wurde die Grenze nicht direkt von der Ohre gebildet, sondern von der weiter südlich liegenden Niederung der Spetze, einem Nebenfluss der Aller. Hier lagen folgende Siedlungen (beginnend am Oberlauf der Spetze):
- Stempel (Wüstung im Quellgebiet der Spetze – bei Ivenrode)
- Lemsell
- Flechtingen
- Etingen

Im Westen bildete der oberste Teil der Aller bis hin zur Spetze den Rand der Besiedlung mit den Orten:
- Seehausen
- Wormsdorf
- Hohendorf (östlich Badeleben)
- Ellersdorf (Wüstung südöstlich von Badeleben)
- Üplingen
- Ostbadeleben (Wüstung östlich von Badeleben)
- Badeleben
- Hohnsleben
- Offleben (das benachbarte Schöningen gehörte bereits zum Deringau)

Im zentralen Siedlungsbereich lagen die folgenden Ortschaften (beginnend im Süden in Bodennähe):
- Atzendorf
- Borne
- Bisdorf
- Nalpke (Wüstung südöstlich von Borne)
- Mistede (Wüstung südwestlich von Altenweddingen)
- Schwaneberg (Sülzetal)
- Biere
- Plötz (südöstlich Biere)
- Körlingen (Sülzebach – Wüstung nordwestlich von Altenweddingen)
- Altenweddingen (Sülzebach)
- Sülldorf (Sülze)
- Osterweddingen
- Dodendorf (Sülze)
- Sohlen (Sülze)
- Nordgermersleben
- Wanzleben – Burgward
- Abbendorf (Wüstung nördlich von Osterweddingen)
- Abbendorf (Wüstung südwestlich von Benneckenbeck)
- Groß-Ottersleben
- Lemsdorf
- Remkersleben
- Domersleben
- Hohendodeleben
- Dreileben
- Groß-Rodensleben
- Niederndodeleben
- Diesdorf
- Harsdorf (Wüstung zwischen Magdeburg und Diesdorf)
- Leversdorf (Wüstung östlich von Olvenstedt)
- Uhrsleben
- Bornstedt
- Irxleben
- Waterdal (Wüstung südwestlich von Gutenswegen)
- Gutenswegen
- Wiedersdorf (Wüstung zwischen Barleben und Ebendorf (Barleben))
- Trumptz (Wüstung südöstlich von Barleben)
- Barleben
- Emden
- Dönstedt
- Klein-Bregenstedt (westlich von Bregenstedt)
- Bregenstedt
- Nagorit (Wüstung nördlich von Emden)

## Grafen des Nordthüringgau
- Asig von der Ostmark (um 850–900)
- Thietmar von der Ostmark († 932)
- Gero († 965), 932–937
- Christian († 950), 937–944
- Thietmar I. († 978), 944–978

Teil des Erzstifts Magdeburg:
- Erzbischof Giselher († 1004), 981–1004

Teil der Nordmark:
- Dietrich von Haldensleben († 985), 956–983
- Lothar III. von Walbeck († 1003), 993–1003

Teil der Mark Lausitz:
- Hodo I. († 993), 974–993
- Gero (um 970–1015), 993–1015
- Thietmar II. (um 990–1030), 1015–1030

Später wurde der Gau Serimunt zum Nordthüringgau dazugezählt:
- Esico von Ballenstedt (um 990/1000–1059/1060), 1030–1060
- Adalbert II. (um 1030–1080), 1069–1080